# 31091 Bettiventicinque
31091 Bettiventicinque è un asteroide della fascia principale. Scoperto nel 1997, presenta un'orbita caratterizzata da un semiasse maggiore pari a 1,9597767 au e da un'eccentricità di 0,0952896, inclinata di 17,78821° rispetto all'eclittica.